# Oxford
|  | Per a altres significats, vegeu «Oxford (desambiguació)». |

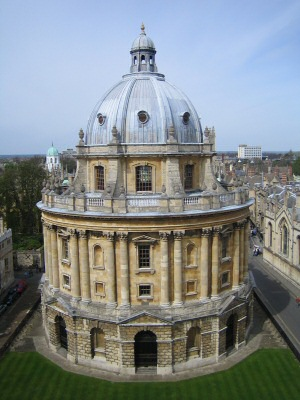
La "Radcliffe Camera", una sala de lectura de la biblioteca Bodleian de la Universitat d'Oxford

Oxford és una antiga ciutat universitària del Regne Unit situada al comtat d'Oxfordshire, a Anglaterra. Segons el cens del 2011, la seva població era de 150.200 habitants, aproximadament. La seva ubicació geogràfica és latitud 51° 44′ 29″ N i longitud1° 16′ 38″ W (que correspon a la ubicació de la Torre Carfax, la qual es considera el centre de la ciutat).
Hom la coneix com «la ciutat de les agulles que somnien», expressió encunyada per Matthew Arnold per a descriure l'harmonia en l'arquitectura dels edificis universitaris. Sempre ha estat un assumpte de molt interès la relació ocasionalment tensa entre "el poble i l'acadèmia", que el 1355 va derivar en una revolta amb diversos estudiants universitaris morts. A diferència de la seva gran rival, Cambridge, Oxford és a més una ciutat industrial, associada principalment amb la indústria automotriu del suburbi de Cowley.

## Història
Sembla que la ciutat es va crear en l'època dels saxons i s'esmenta per primera vegada a la Crònica anglosaxona escrita l'any 912. En aquest document consta amb el nom Oxna forda i es dedueix que antigament hi havia aquí un mecanisme de cordes mogudes per un o més bous (en anglès ox) per ajudar a travessar el riu (en anglès la paraula ford tant es pot interpretar com «gual» o com «travessar un riu»). Al segle X era una ciutat fronterera entre els regnes de Mèrcia i Wessex. Després de la conquesta normanda, Oxford va quedar assignada a Robert D'Oilly, que va fer construir un castell. Aquest va ser un castell famós durant la guerra civil entre els partidaris de Matilde i els d'Esteve de Blois; la pretendent al tron hi va estar assetjada durant força temps. La prosperitat d'Oxford va començar quan el rei Enric II va donar una carta de privilegis a la ciutat que la feia comparable a la capital del regne; poc després s'hi van establir algunes comunitats de monjos que van generar un entorn cultural de renom. La Universitat d'Oxford, la més antiga d'Anglaterra, és esmentada per primera vegada al segle xii. Els primers colleges d'Oxford van ser: University College (1249), Balliol (1263) i Merton (1264).

## Transport
Oxford està situada a unes 50 milles (80 quilòmetres) al nord-oest de Londres; les ciutats estan unides per l'autopista M40, que també enllaça al nord amb Birmingham.
Per tren es pot anar a Londres (Paddington), Bournemouth, Worcester (a través de la Cotswold Line), i Bicester. La ciutat també té serveis regulars de tren cap al nord a Birmingham, Coventry, etc. El servei ferroviari que connectava Oxford i Cambridge, conegut com la Varsity Line, va deixar de funcionar el 1968.
El canal d'Oxford és un desviament artificial del riu Tàmesi a Oxford.
L'aeroport d'Oxford a Kidlington ofereix serveis aeris de negocis i generals.

## Mitjans de comunicació i premsa
A més de les estacions de ràdio nacionals de la BBC, Oxford i l'àrea circumdant tenen diverses estacions locals, com la BBC Radio Oxford, Fox FM, Passion 107.9, i Oxide (Oxford Student Radio) (que es va convertir en ràdio terrestre en els 87.7 MHz FM a la fi de maig de 2005). Una estació de televisió local, Six TV: L'Oxford Channel també està disponible.
Entre els periòdics locals populars s'inclouen l'Oxford Mail, l'Oxford Times, i l'Oxford Star. La revista New Internationalist també té la seu aquí. Recentment (2003) han començat a augmentar els mitjans de comunicació no corporatius de les poblacions DIY.

## Literatura a Oxford
Alguns dels autors famosos d'Oxford són: 
- Lewis Carroll (el nom real del qual era Charles Dodgson)
- Colin Dexter
- William Golding
- Graham Greene
- Thomas Hardy
- Aldous Huxley
- Michael Innes (J. I. M. Stewart)
- T. E. Lawrence
- Clive Staples Lewis
- Iris Murdoch
- Philip Pullman
- J. R. R. Tolkien
- Oscar Wilde

## La universitat d'Oxford
La universitat d'Oxford és la més antiga de les de parla anglesa.

## Llocs a visitar
- Museu Ashmolean
- Bodleian Library
- Torre d'encreuament
- Catedral Església de Crist[7]
- Art modern d'Oxford
- Museu de la història de la ciència
- Museu d'Història Natural de la Universitat d'Oxford
- Jardí botànic d'Oxford
- Museu Pitt-Rivers
- Teatre Sheldonian
- Església Santa Maria Verge
- Somerville College
- Oxford University Press
- Castell d'Oxford
- Cambra Radcliffe

## Polítics i governadors
Molts polítics i famosos resideixen a Oxford, sovint a causa de la Universitat. El més importants d'aquesta llista inclouen per exemple a Margaret Thatcher, Tony Blair i Benazir Bhutto.

## Geografia
Localitats i veïnatges
| - Barton - Binsey - Blackbird Leys - Cowley - Cowley Road - Cutteslowe - Donnington - Grandpont - Headington - Iffley - Littlemore - Jericho - Marston - New Hinksey - North Oxford | - Northway - Osney - Rose Hill. - Risinghurst - Sandhills - Saint Ebbes - Saint John's street area - Summertown - Temple Cowley - Waterways - Wood Farm - Wolvercote |

## Personatges il·lustres
- Thomas Harriot.
- Frederick Ouseley fou professor de música de la Universitat
- Heinrich Hugo Pierson (1815-1873) compositor
- Theo James (actor) (1984) actor de cinema i televisió
- Philip Hayes (1738-1797) compositor i organista
- Wilhelm Hayes (1707-1777) compositor i mestre de capella
- John Kendrew (1917-1997) químic, Premi Nobel de Química l'any 1962
- Robin Humphrey Milford (1903-1959), compositor musical.